# تانک‌‌ها در جنگ جهانی دوم

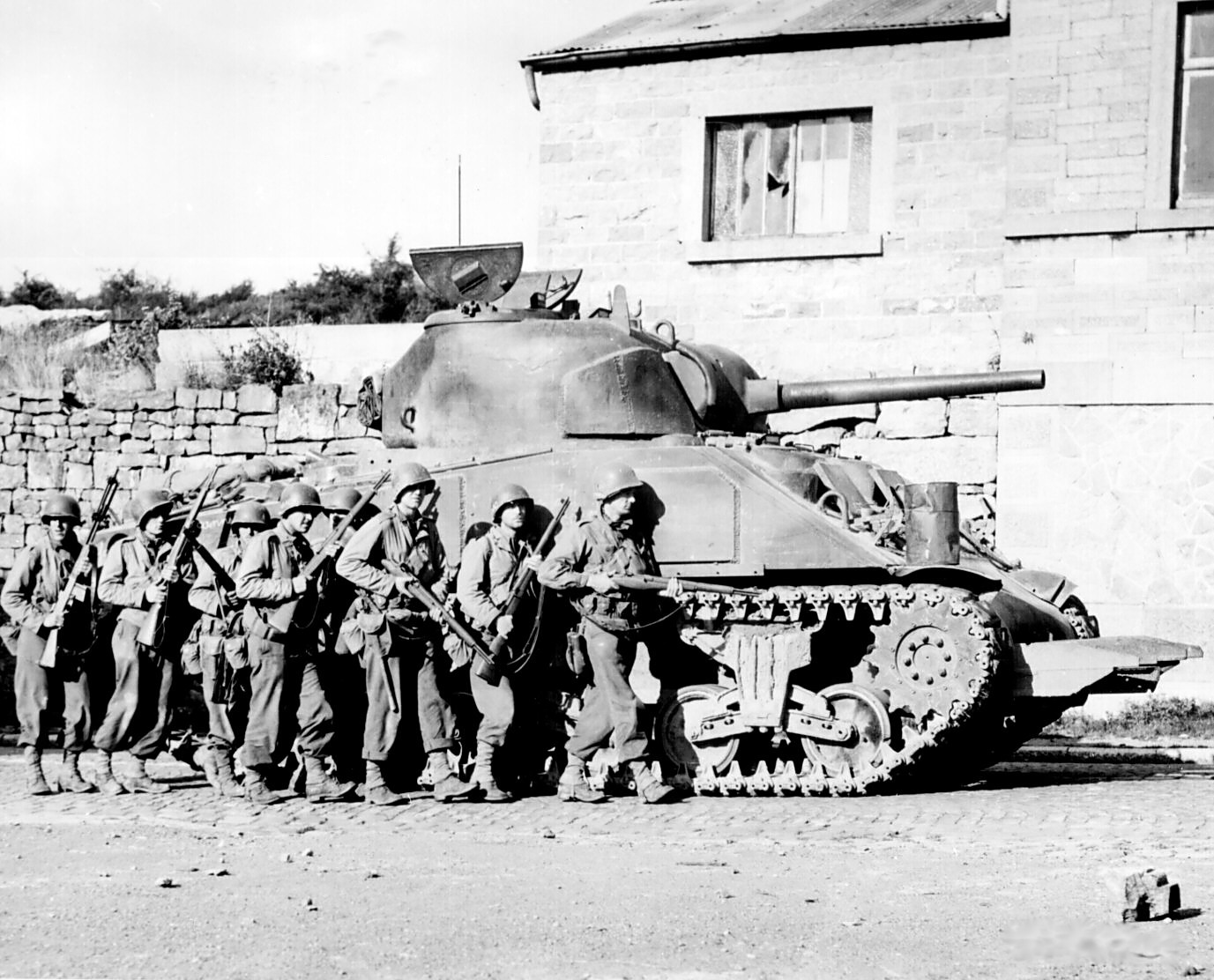
سلاح‌های ترکیبی در عمل: یک تانک جنگ جهانی دوم ام۴ شرمن در برابر طیف وسیعی از اهداف مؤثر بود اما برای محافظت از آن در برابر حملات نزدیک به پشتیبانی پیاده‌نظام نیاز داشت.

تانک‌ها در جنگ جهانی دوم (به انگلیسی: Tanks in World War II) حتی اگر تانک‌ها در سال‌های بین جنگ موضوع تحقیقات گسترده‌ای بودند، تولید به تعداد نسبتاً کم و در چند کشور محدود بود. با این حال، در طول جنگ جهانی دوم، بیشتر ارتش‌ها از تانک استفاده می‌کردند و سطح تولید هر ماه به هزاران می‌رسید. استفاده از تانک، دکترین و تولید تانک به‌طور گسترده‌ای در میان کشورهای جنگنده متفاوت بود. در پایان جنگ، اجماع در مورد دکترین و طراحی تانک در حال ظهور بود.